# Bruno Fitipaldo
Bruno Fitipaldo Rodríguez (Montevideo, 2 agosto 1991) è un cestista uruguaiano con cittadinanza italiana, che gioca come playmaker.

## Carriera
L'8 luglio 2016 firma con l'Orlandina Basket.
Il 27 dicembre 2016, dopo una rapida trattativa, Fitipaldo si libera dall'Orlandina e firma con il Galatasaray.
Il 23 giugno 2017 passa ad Avellino.

## Palmarès

### Squadra
- Basketball Champions League: 1

Canarias: 2021-22
- Coppa Intercontinentale: 1

Canarias: 2023

### Individuale
- MVP Coppa Intercontinentale: 1

Canarias: 2023